# Ľuboš Hajdúch
Ľuboš Hajdúch, né le 6 mars 1980 à Levice, est un footballeur international slovaque (5 sélections) évoluant au poste de gardien de but.

## Clubs successifs
- 2002-2009 :  MFK Ružomberok
- 2009-2010 :  APO Levadiakos
- 2011 :  Bruk-Bet Nieciecza
- 2011-2013 :  Kaposvári Rákóczi FC
- 2013-2015 :  Puskás Akadémia
- 2015-2016 :  MFK Skalica
- 2016-2018 :  MFK Ružomberok